# Sutton Coldfield Chess Club
Sutton Coldfield Chess Club – angielski klub szachowy z siedzibą w Royal Sutton Coldfield, trzykrotny zwycięzca National Club Championships.

## Historia
Klub został założony w 1937 roku przez Barucha Harolda Wooda pod nazwą Sutton YMCA, w 1939 roku otrzymał nazwę Sutton Coldfield Chess Club. W 1937 roku klub zadebiutował w Birmingham & District Chess League, w późniejszym czasie dziewięciokrotnie wygrywając te rozgrywki. W 1961 roku klub wygrał National Club Championships. W 2005 roku Sutton Coldfield zadebiutował w Cannock & District Chess League, wygrywając tę ligę sześć razy z rzędu (2014–2019). W sezonie 2006/2007 klub uczestniczył w Division 4 4NCL, zajmując 31. miejsce. W latach 2015–2016 wygrał rozgrywki National Club Championships, ponadto w 2015 roku triumfował w kategoriach Minor i Intermediate. W latach 2017–2018 zespół wygrał Gothard Cup, organizowany przez Staffordshire Chess Association.